# Prawec (gmina)
Prawec (bułg. Община Правец) – gmina w zachodniej Bułgarii, w obwodzie sofijskim.

## Miejscowości
Lista miejscowości gminy Prawec:
- Dżurowo (bułg.: Джурово),
- Kaługerowo (bułg.: Калугерово),
- Manasełska reka (bułg.: Манаселска река),
- Osikowica (bułg.: Осиковица),
- Osikowska Łakawica (bułg.: Осиковска Лакавица),
- Prawec (bułg.: Правец) − siedziba gminy,
- Praweszka Łakawica (bułg.: Правешка Лакавица),
- Rawniszte (bułg.: Равнище),
- Razliw (bułg.: Разлив),
- Swode (bułg.: Своде),
- Widrare (bułg.: Видраре).